# Nicolas Mosar
Nicolas Mosar (ur. 25 listopada 1927 w Luksemburgu, zm. 6 stycznia 2004 tamże) – luksemburski polityk, prawnik i samorządowiec, parlamentarzysta, w latach 1972–1974 przewodniczący Chrześcijańsko-Społecznej Partii Ludowej, członek Komisji Europejskiej. Ojciec Laurenta Mosara.

## Życiorys
Z wykształcenia i zawodu prawnik. Zaangażował się w działalność polityczną w ramach Chrześcijańsko-Społecznej Partii Ludowej. W latach 1959–1984 zasiadał w radzie miejskiej Luksemburga, wchodził również w skład zarządu miasta. W latach 1969–1974 i 1976–1985 sprawował mandat posła do Izby Deputowanych. Od 1972 do 1974 pełnił funkcję przewodniczącego swojego ugrupowania. W 1985 dołączył do Komisji Europejskiej kierowanej przez Jacques’a Delorsa. Członkiem KE pozostawał do 1989, odpowiadając za energię, Euratom oraz Urząd Oficjalnych Publikacji Wspólnot Europejskich. Następnie do 1992 zajmował stanowisko ambasadora Luksemburga we Włoszech.